# Szanda Antal-Vincze
Szanda Antal-Vincze (n. 12 februarie 1920, Dorobanți, Arad—d. ?) a fost un demnitar comunist român de origine maghiară, membru de partid din 1946. Szanda Antal-Vincze a fost de profesie tehnician agronom. Pe data de 6 mai 1971, Szanda Antal-Vinczea a primit titlul de Erou al Muncii Socialiste și medalia de aur Secera și Ciocanul.